# Lord Raglan
FitzRoy James Henry Somerset, Lord Raglan, Henry Somerset, Beaufort 5. hercegének kilencedik, legkisebb fia volt.

## Pályafutása
1807-ben Wellington táborkarának kapitányaként részt vett a Dánia ellen indított expedícióban, majd a herceg adjutánsa volt a Pireneusi-félszigeten. Quatre Bras-nál és Waterloo mellett is harcolt, az utóbbi csatában jobb karját elvesztette.
1816-tól 1819-ig brit követségi titkár Párizsban. 1822-ben Wellington kíséretében részt vett a veronai kongresszuson. 1830-ban őrnagy, 1838-ban pedig alezredes lett. 
1852-ig Lord FitzRoy Somersetként ismert. Az 1854-ben a Krím félszigetre vezényelt brit csapatok főparancsnoka. 1854. november 5-én léptették elő tábornaggyá az inkermani győzelem után.
Közvetetten felelősnek tartható a balaklavai csata során a könnyűlovasság (a huszárok) által hozott hatalmas áldozatért, példátlan hányadú emberveszteségért, melynek szükségessége kétes volt.
1855. június 28-án kolerában meghalt.